# Kanton Herne - Sint-Pieters-Leeuw
Kanton Herne - Sint-Pieters-Leeuw was een kanton in de Belgische provincie Vlaams-Brabant en het arrondissement Halle-Vilvoorde. Het was de bestuurslaag boven die van de desbetreffende gemeenten, tevens was het een gerechtelijk niveau waarbinnen één vredegerecht georganiseerd werd dat bevoegd was voor de deelnemende gemeenten. Beide types kanton besloegen niet noodzakelijk hetzelfde territorium.

## Gerechtelijk kanton Herne - Sint-Pieters-Leeuw
Herne - Sint-Pieters-Leeuw was van 2001 tot 2019 een gerechtelijk kanton met zetels in Herne en Sint-Pieters-Leeuw dat een vredegerecht inrichtte en gelegen was in het gerechtelijk arrondissement Brussel.
De zetel in Herne stond in voor de gemeenten Bever, Galmaarden, Gooik en Herne en de zetel in Sint-Pieters-Leeuw voor de gemeenten Pepingen en Sint-Pieters-Leeuw.
In 2015 was er nog sprake van om beide zetels van het kanton Herne - Sint-Pieters-Leeuw samen te voegen tot één in Sint-Pieters-Leeuw.
Uiteindelijk is het kanton volledig afgeschaft sinds 1 februari 2019. De gemeenten Gooik, Herne, Galmaarden en Bever behoren nu tot het kanton Lennik en de gemeenten Pepingen en Sint-Pieters-Leeuw tot het kanton Halle.
1. ↑  Wet 25.03.1999 betreffende de hervorming van de gerechtelijke kantons en K.B. 03.06.1999 houdende bepaling van het gebied binnen welk elke zetel van een vredegerechtskanton met meerdere zetels zijn rechtsmacht uitoefent
2. ↑  Vredegerecht Herne verdwijnt en gaat één kanton vormen met Sint-Pieters-Leeuw (23 december 2015). Sint-Pieters-Leeuw Nieuwssite. Gearchiveerd op 13 september 2021.